# Vichyssoise
La vichyssoise és una sopa cremosa de blanc de porros, patates, cebes, nata i aigua o brou que se serveix freda. Es distingeix del puré de porro en el fet que és més líquida. Les sopes fredes de verdures i hortalisses són un recurs hidratant i refrescant per als dies de calor. N'existeix una variació medieval, una mena d'antecessor considerada més aviat humil i poc sofisticada, la «porrada» sense llet d'origen animal ni patates, però amb llet d'ametlles. També n'hi ha una variació més moderna en la qual es reemplacen els porros per carabassó. Aquesta sopa quan és calenta, es diu crema de porros.
Si bé el seu nom reflecteix el topònim de la ciutat occitana de Vichèi (en francès, Vichy), l'origen de la «sopa de Vichy» no és clar. La va inventar un cuiner francès, Louis Diat, originari de Montmaraud, emigrat a Nova York com a xef de l'hotel Ritz. El 1917 pensant en una recepta de la seva àvia, hi va afegir llet per a refredar-la. La va batejar vichyssoise perquè era una balneari famós, més conegut que el seu humil poble natal, situat una seixantena quilòmetres al nord-est de Vichy.

## Altres sopes fredes
Oliaigu menorquí, ajoblanco d'all, tarator de cogombre, salmorejo de tomàquet, gaspatxo de cogombre i tomàquet, borsx de remolatxa o agrella, etc.